# Britannium
Britannium sau Britannia metal este un aliaj de staniu, de cupru și de stibiu. Este materialul principal din care se creează statuetele Premiului Oscar.
Compoziția aproximativă a aliajului este 93% staniu, 5% stibiu și 2% cupru.
Nu trebuie să se confunde cu aliajul cunoscut sub denumirea de Argint Britannia!